# Bóveda del Río Almar
Bóveda del Río Almar település Spanyolországban, Salamanca tartományban.  Lakosainak száma 196 fő (2024).

## Népesség
A település népessége az elmúlt években az alábbi módon változott:
| Lakosok száma | 312  | 294  | 264  | 260  | 253  | 245  | 237  | 229  | 215  | 196  |
|               | 2001 | 2004 | 2007 | 2009 | 2012 | 2014 | 2017 | 2019 | 2022 | 2024 |